# Centaurea prolongi
Centaurea prolongi là một loài thực vật có hoa trong họ Cúc. Loài này được Boiss. ex DC. mô tả khoa học đầu tiên năm 1838.